# 百井峠
百井峠（ももいとうげ）は、京都府京都市左京区内にある峠である。

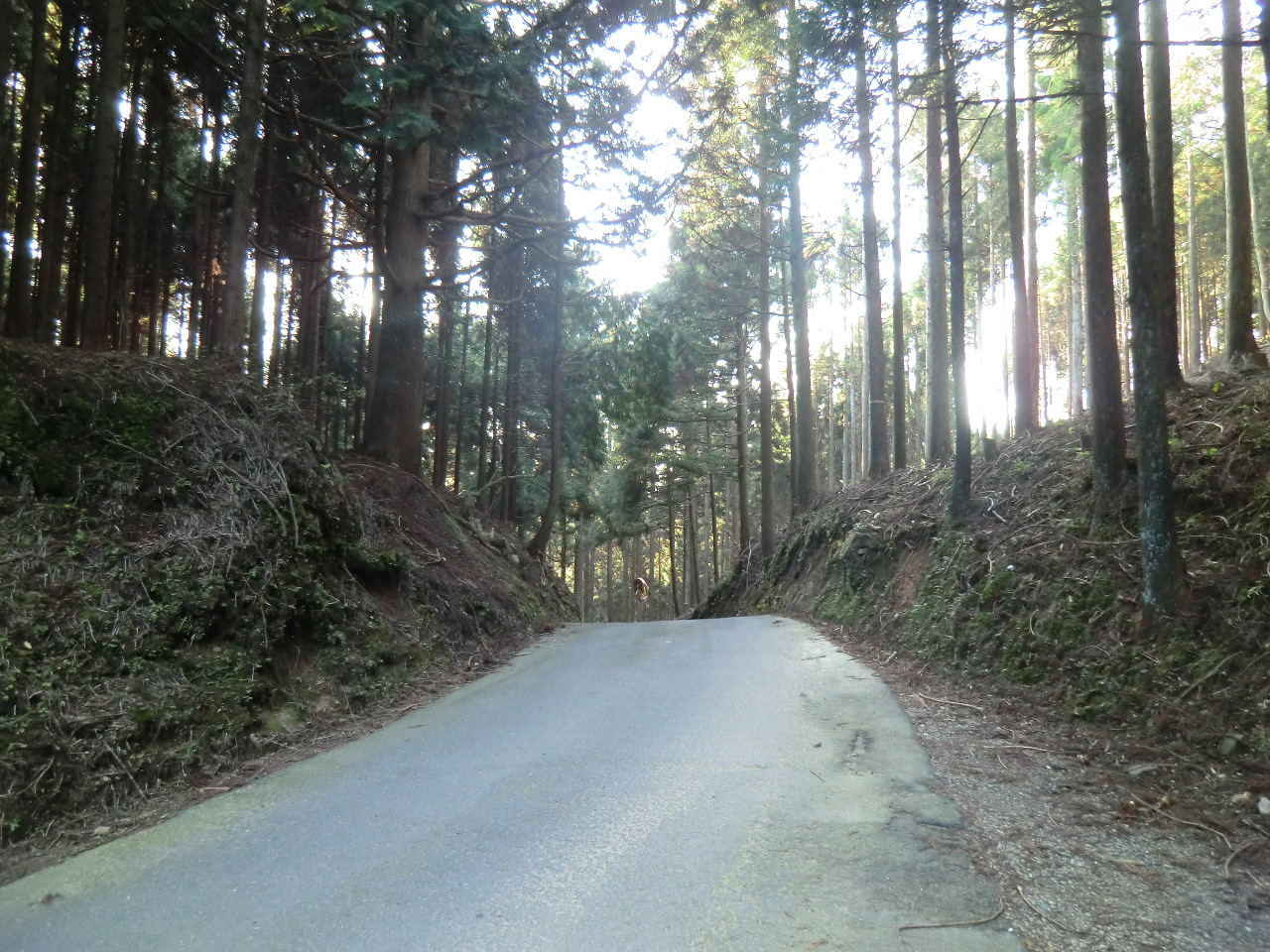
百井峠

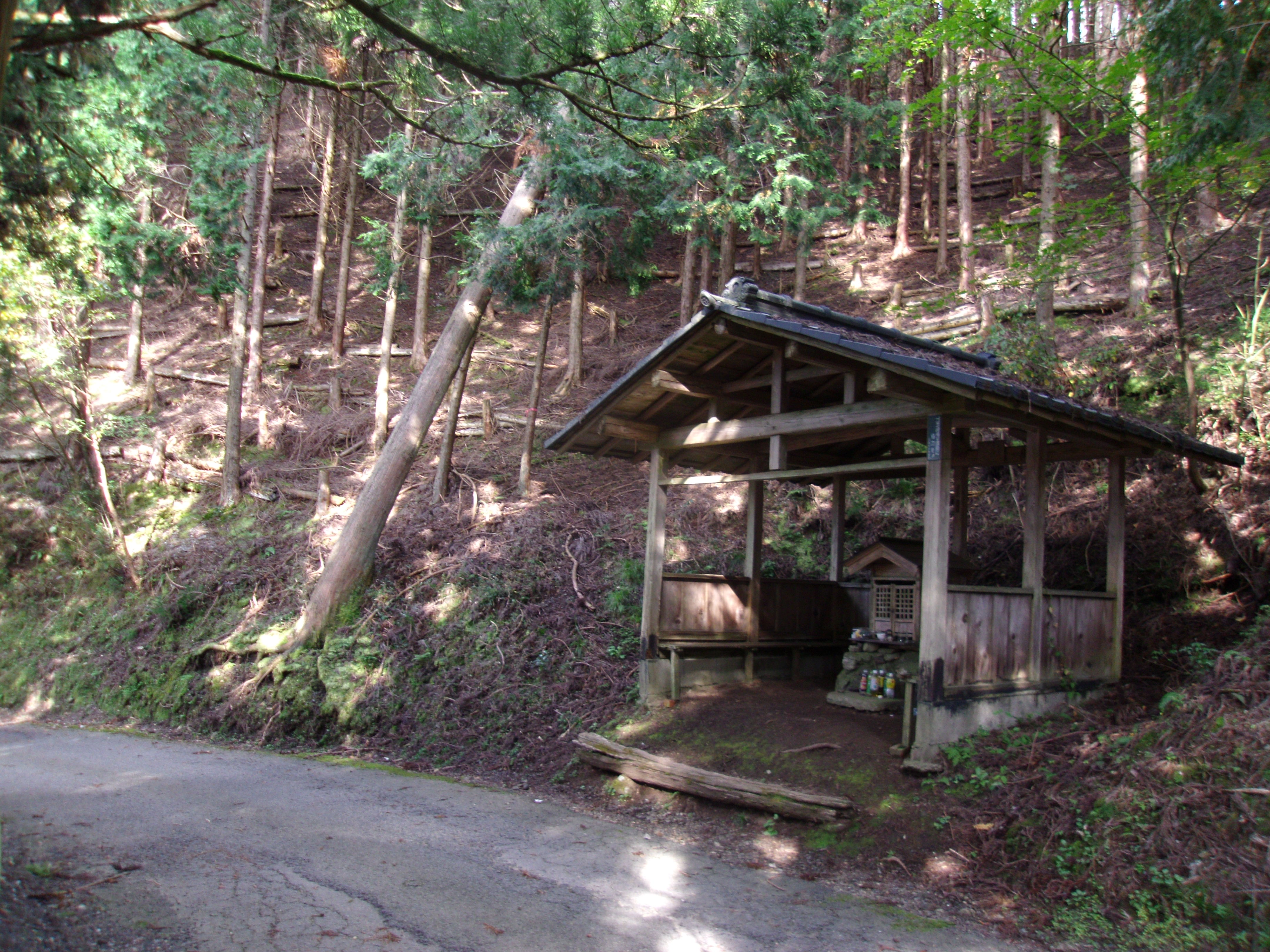
百井峠（地蔵堂）

## 概要
標高741 mにあり、京都市左京区内の大原百井町と鞍馬本町を隔てている。古くから洛北の街道筋でも難所としてその名を知られており、鞍馬という名からも分かるとおり魑魅魍魎が現れる峠と伝えられる。
国道477号上にあり、難所が比較的多い同路線のなかでも百井別れとあわせて最も狭隘な区間のひとつである。

## 道路状況
車両の通行は可能であるが、峠付近は両側1.0から1.3車線相当の狭隘路が続く。峠付近での車両同士の離合は難しく、カーブなどで若干広くなった箇所を利用するほか無い。また勾配も大変急である。さらに落石のほか季節によっては落葉や積雪があるなど走行条件は良くない。

## 峠への交通
- 大津市より

国道477号 - 国道367号（重複区間）- 国道477号 - 百井峠 - 国道162号または京都府道38号京都広河原美山線
- 京都市内より

国道162号または京都府道38号京都広河原美山線 - 国道477号 - 百井峠 - 国道367号

## 付近の主な峠
- 前ヶ畑峠（京都市左京区）
- 花脊峠（同上）